# Bates-módszer
A Bates-módszer egy hatástalan és potenciálisan veszélyes alternatív terápia, amelynek célja a látás javítása. William Horatio Bates (1860-1931) szemészorvos azt a tévhitet vallotta, hogy a szemen kívüli izmok okozzák a fókuszváltozásokat, és hogy a „szellemi megterhelés” ezen izmok rendellenes működését okozza; ezért úgy vélte, hogy az ilyen "megterhelés" enyhítése gyógyítja a hibás látást. 1952-ben Elwin Marg optometriaprofesszor így írt Batesről: "Állításainak nagy részét és szinte minden elméletét gyakorlatilag minden látáskutató hamisnak tartja."
Semmilyen típusú tréningről nem mutatták ki, hogy megváltoztatná a szem törésmutatóját.
Ráadásul a Bates-módszer bizonyos aspektusai veszélyeztethetik követőit: Túlzott napfénynek való túlzott kitettség miatt károsíthatják a szemüket, vezetés közben nem viselik a korrekciós lencsét, vagy elhanyagolják a hagyományos szemápolást, ami esetleg súlyos betegségek kialakulását teszi lehetővé.
A módszert William Horatio Bates amerikai szemészorvos dolgozta ki, majdnem harmincöt évnyi kutatás alapján. Eredményeit számos szaklapban, a „Tökéletes látás szemüveg nélkül” című művében (1920) publikálta. 1919–1930-ig havilapot jelentetett meg "Jobb látás" címen (Better Eyesight Magazine), melyekben közölte újabb megfigyeléseket, tudományos publikációit, népszerűsítette módszerét, és válaszolt az előfizetők kérdéseire. Bates publikációi magyarul nem jelentek meg.
Módszere lényegét abban látta, hogy a szemproblémák a civilizáció, az iskola okozta helytelen nézési szokások miatt alakulnak ki, ami stresszt okoz a látás agyi részében. A szemüveg rögzíti ezeket és a folytatólagos rossz szokások okán a szemüveg egyre erősebb lesz. Ezért szinte mindenkit „utolér” 40-es éveinek közepére a szemüveg.
Mivel a látás 90%-a agyunk terméke, Bates szerint a rossz nézési szokások relaxációs gyakorlatokkal javíthatók, sőt meggyógyíthatók. Szerinte, aki a szemüveget véglegesen félre tudja tenni és látástréninggel – szemtornával, szemjógával, Bates-módszerrel stb. – visszavezeti látószervét a helyesebb nézéshez, annak szeme a befektetett munka arányában javul, vagy akár teljesen meggyógyulhat, legyen az kancsalság, rövid- vagy távollátás a fiataloknál, olvasószemüvegesség a középkorúaknál, vagy hályogosság, összetettebb retinaprobléma az időseknél.
A fentiek okán a tökéletes látás akár többszörösére is fejleszthető, vagy akár a színtévesztés is javítható, mert mind az egészséges látás, mind annak hibája nem a szemtől, hanem a látás agyi folyamataitól, a tudattól függenek – állította Bates.
A saját dokumentációiban közreadott több ezer javult és teljesen meggyógyult esetleírás ellenére az orvostudomány mai állása a Bates-rendszert nem tartja bizonyítottnak, a látásproblémákon továbbra is a szem működésének zavarait értik, a bizonyítások így nem lehetnek ellentmondásoktól mentesek. Ebből következik az a rengeteg félreértés, eredménytelenség, ami a szemorvosokat nem nyugtathatja meg és a szemtréninget eredménytelenné teszi.
Bates főleg az agyi látás folyamataira alapozott gyógyítási rendszerének mai eszközökkel történő hiteles vizsgálata óriási áttörést hozhatna.

## Bates módszere és a tudomány álláspontja
Bates módszerét a szemorvoslás nem fogadja el, mert kísérletek nem igazolták állításait, ezért a szakma nem tekinti megalapozottnak.
A Bates-módszer alapvetően a szemről szóló 19. századi tudásunknak azon a részein alapul, amelyeket a fényképészet és más laboratóriumi eszközök a XX. században tökéletesen megcáfoltak. Közelebbről, a Bates-módszer azon az anatómiai tévedésen alapul, hogy azok a külső izmok, amelyek a szemmozgást irányítják, irányítják a fókuszálást is. Valójában a szemnek saját fókuszáló mechanizmusa van. Ezt mindenki tapasztalhatja, ha cseppent a szembe – fókuszálni nem tud, de szemét tudja mozgatni.
Pollack összefoglalta Bates módszerének alapvető elméleti és gyakorlati problémáit. Bates hibás elmélete a szem igazodásáról annak volt köszönhető, hogy a megfelelő laboratóriumi eszközök még nem voltak hozzáférhetőek. Emellett meggyőződése igazában arra vezette, hogy félremagyarázza saját eredményeit és magyarázatai ellentmondanak egymásnak.
1991-ben egy áttekintő tanulmány arra a következtetésre jutott, hogy szükséges a korábbi publikációkban foglalt kísérleteket megismételni, mert ezek módszertani problémái akadályozzák a Bates-módszer hatékonyságára vonatkozó következtetések levonását.
Az American Academy of Ophthalmology csoportot hozott létre, hogy áttekintse a meglévő kutatások eredményeit. Arra a következtetésre jutottak, hogy a Bates-módszernek semmiféle bizonyíték nincs arra, hogy a módszer hatna a közellátás javítására. Bár néhány beteg úgy vélte, hogy közellátása javult, ennek fiziológia ténye nem volt kimutatható. Az önbevallás részben a homályos alakok jobb felismerésének gyakorlásán, részben annak a pszichológiai nyomásnak volt az eredménye, hogy a beteg igenlő választ adjon.
Egy áttekintő cikk 2005-ben 14 klinikai kísérletet talált, amelyekből 10 alkalmazott kontrollcsoportot. A cikk arra a következtetésre jutott, hogy a szakmai irodalomban jelenleg nincs bizonyíték a szemgyakorlatok hatásosságára a megvizsgált területeken és használata vitatható.
Martin Gardner az 1950-es években a következőképpen foglalta össze véleményét Bates módszeréről: "félelmetesen túlértékelt esettanulmányok csomagja, nemkívánatos befolyásolás és az anatómiai ismeretek hiánya"

## Veszélyei
A Bates-módszer követői arra ösztönzik pácienseiket, hogy kérjenek gyengébb szemüveget, mint amit szemorvosuk vagy optikusuk előír. Ez nyilvánvalóan veszélyezteti a pácienst és környezetét, ha az például gépjárművet vezet.
A Bates-módszer egyik gyakorlata a napba nézés, amely köztudottan ártalmas.
A gyerekkori szempanaszok esetében (befelé forduló szem – lusta szem) a nem bizonyítottan hatásos Bates-módszer alkalmazása feltartóztathatja a bizonyítottan nagy számban hatásos hagyományos módszerek alkalmazását (az ezekben alkalmazott szemmozgás gyakorlatoknak semmi köze Bates módszeréhez).
A szemalak genetikusan meghatározott. A nagyobb szem közellátás felé, a kisebb távollátás felé tendál. Miután ezek a tulajdonságok genetikusan meghatározottak, így a Bates-módszer nem vezethet eredményre, így felesleges kezelésre és pénzkiadásra készteti a beteget.
Betegek hályogbetegséggel később kereshetik fel orvosukat, mert abban reménykednek, hogy a szemtorna megoldja látási problémájukat.

## A Bates módszer felelős alkalmazása
A módszer a veszélyes gyakorlatoktól megtisztítva kiválóan alkalmas a látással kapcsolatos feszültségek oldására. Mivel mindenki maga megbizonyosodhat a szándékos rossz nézés rövidtávú káros hatásairól, így fogalmunk lehet arról, hogy a hosszabb távú stressz – rossz nézés – a látással kapcsolatban milyen károsodást okozhat. Bár nem bizonyított, hogy a módszer visszafordítja a tartós elváltozásokat, a szemorvosok ajánlásával mindenképp érdemes a szemet rendszeresen felfrissíteni, ellazítani. Ez megakadályozhatja a látás további romlását.
Ha már rögzült valamely természetellenes nézési szokás ami stresszt vált ki, érdemes a módszerben leírtak alapján beazonosítani, kiküszöbölni. Továbbá ha a viselt szemüveg egy lazítás, vagy pihenés után kellemetlen érzést vált ki, lehetséges, hogy a baj forrása a nem megfelelő szemüveg. További segítségért szemorvos felkeresése javasolt.
Bár a módszer ezidáig nem hozott áttörést a szemészetben, mindenképp ráirányította a figyelmet egy nem eléggé feltárt területre: a különböző feszültség mi módon hat a szervezetünk egyes részeire; a változások mennyiben védekezés, alkalmazkodás eredményei, mennyiben valós zavarok, rongálódások a szervezet működésében.

## Szabályzása
A módszer alkalmazásának Magyarországi szabályzása bizonyos fokú védelmet teremt e veszélyek ellen.
Az Eü. Min. Természetgyógyászati Rendelete (11/97) szabályozta az alternatív módszerek alkalmazását, és a szemtornát hivatásos szemtrénerek működéséhez kötötte, szemorvosi szakfelügyelettel. A szemtrénerek vizsgáztatásával a szakminiszter az Egészségügyi Továbbképző Intézetet (ETI) bízta meg.

## A módszer ismertetése magyarul
- E.Friedsrichs: A szem nevelése. Dr.med.W.H.Bates New-yorki szemorvos módszere; Bp., a fordítók kiadása, 1929
- A. Huxley: A látás művészete; Bp., Franklin, 1948

## Fordítás
Ez a szócikk részben vagy egészben  a   Bates method című angol Wikipédia-szócikk ezen változatának fordításán alapul.  Az eredeti cikk szerkesztőit annak laptörténete sorolja fel. Ez a jelzés csupán a megfogalmazás eredetét és a szerzői jogokat jelzi, nem szolgál a cikkben szereplő információk forrásmegjelöléseként.